# وولپیت
وولپیت (به انگلیسی: Woolpit) یک روستا و محله مدنی در بریتانیا است که در Mid Suffolk واقع شده‌است.